# This Is Us (phim truyền hình)

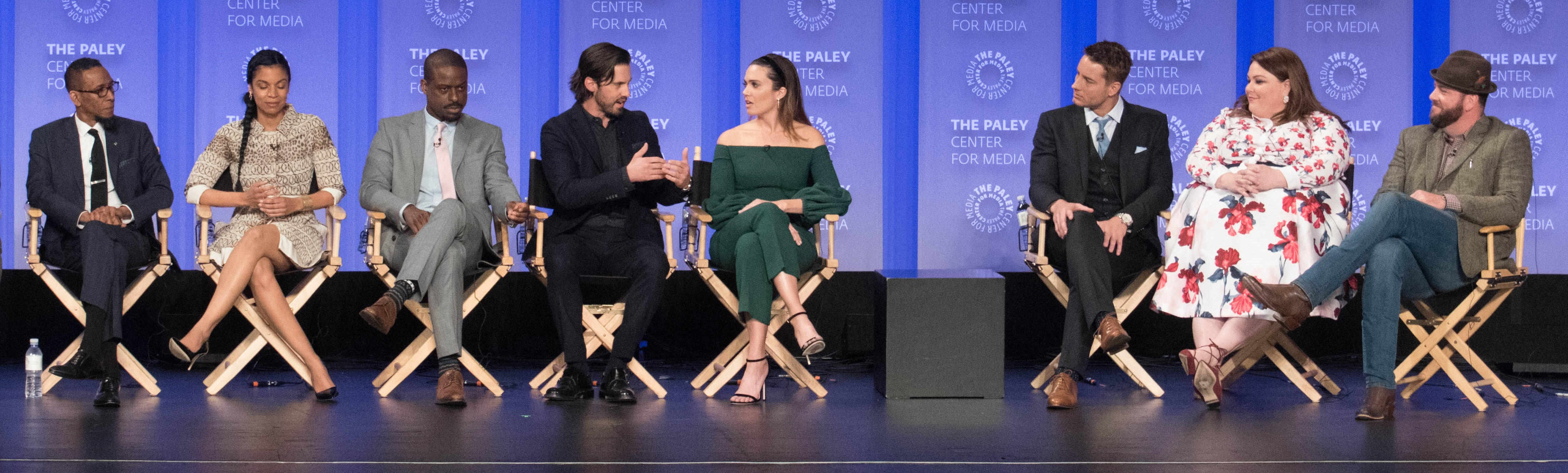
This Is Us (phim truyền hình)

This Is Us là một bộ phim truyền hình Mỹ do Dan Fogelman sản xuất, ra mắt vào ngày 20 tháng 9 năm 2016. Bộ phim có sự góp mặt của các diễn viên Milo Ventimiglia, Mandy Moore, Sterling K. Brown, Chrissy Metz, Justin Hartley, Susan Kelechi Watson, Chris Sullivan, Ron Cephas Jones, Jon Huertas, Alexandra Breckenridge, Niles Fitch, Logan Shroyer, Hannah Zeile, Mackenzie Hancsicsak, Parker Bates, Lonnie Chavis, Eris Baker và Faithe Herman. Chương trình xoay quanh các chi tiết cuộc sống và gia đình của cha mẹ, và ba đứa con của họ sinh ra trong cùng một ngày với sinh nhật của cha họ. This Is Us được quay ở Los Angeles.
Bộ phim đã được đề cử giải Truyền hình - Kịch hay nhất tại Giải Quả cầu vàng lần thứ 74 và Loạt phim hay nhất tại Giải thưởng phê bình lần thứ 7, cũng như được chọn là Chương trình truyền hình hàng đầu của Viện phim Mỹ. Sterling K. Brown đã nhận được giải Emmy, Quả cầu vàng, Giải thưởng lựa chọn phê bình, và giải thưởng NAACP cho giải diễn xuất của anh trong bộ phim. Mandy Moore và Chrissy Metz nhận được đề cử Quả cầu vàng cho Nữ diễn viên phụ xuất sắc nhất. Trong năm 2017, bộ phim đã nhận được mười đề cử của Emmy, bao gồm cả Drama Series nổi bật, với Brown giành giải Nam diễn viên chính xuất sắc trong một bộ phim truyền hình.
Vào ngày 27 tháng 9 năm 2016, NBC đã chọn bộ phim cho một mùa đầy đủ gồm 18 tập. Vào tháng 1 năm 2017, NBC đã gia hạn loạt phim cho hai mùa khác nhau của 18 tập. Mùa giải thứ hai được công chiếu vào ngày 26 tháng 9 năm 2017.

## Nội dung
Bộ phim kể về cuộc đời của anh chị em Kevin, Kate và Randall (được gọi là "Big Three"), và cha mẹ của họ-Jack và Rebecca Pearson. Bộ phim diễn ra trong hiện tại và những đoạn hồi tưởng, vào những thời điểm khác nhau trong quá khứ. Kevin và Kate là hai đứa bé còn sống sót của một cặp sinh ba, sinh sớm 6 tuần trước sinh nhật lần thứ 36 của Jack vào năm 1980; anh trai của họ vẫn còn bế tắc. Tin rằng họ có ba đứa con, Jack và Rebecca, người da trắng, quyết định chấp nhận Randall, một đứa trẻ da đen sinh ra cùng ngày và được đưa đến cùng một bệnh viện sau khi người cha ruột của anh ta bỏ rơi anh ta tại một trạm cứu hỏa. Jack chết khi con ông 17 tuổi.
Hầu hết các tập phim đều có cốt truyện diễn ra trong giai đoạn hiện tại (2016–2018, đương thời với phát sóng) và cốt truyện diễn ra vào một thời điểm nhất định trong quá khứ; nhưng một số tập được đặt trong một khoảng thời gian hoặc sử dụng nhiều khoảng thời gian hồi tưởng. Những hồi tưởng thường tập trung vào Jack và Rebecca c.1980 cả trước và sau khi sinh con, hoặc trong gia đình khi Big Three là trẻ em (ít nhất là 8–10 tuổi) hoặc thanh thiếu niên; những cảnh này thường diễn ra ở Pittsburgh, nơi Big Three được sinh ra và lớn lên. Nhiều khoảng thời gian và địa điểm khác cũng đã phục vụ cài đặt. Lớn lên, Kate sống ở Los Angeles, Randall và gia đình anh ở New Jersey, và Kevin chuyển từ Los Angeles đến thành phố New York.

## Diễn viên
- Milo Ventimiglia trong vai Jack Pearson
- Mandy Moore trong vai Rebecca Pearson
- Sterling K. Brown trong vai Randall Pearson
- Chrissy Metz trong vai Kate Pearson
- Justin Hartley trong vai Kevin Pearson
- Susan Kelechi Watson trong vai Beth Pearson
- Chris Sullivan trong vai Toby Damon
- Ron Cephas Jones trong vai William "Shakespeare" Hill
- Jon Huertas trong vai Miguel Rivas
- Alexandra Breckenridge trong vai Sophie
- Eris Baker trong vai Tess Pearson
- Faithe Herman trong vai Annie Pearson

## Các phần

### Tổng quan phim
| Mùa | Mùa | Số tập | Số tập | Phát sóng gốc       | Phát sóng gốc       | Rank | Avg. viewership (inc. DVR) (in millions) |
| Mùa | Mùa | Số tập | Số tập | Phát sóng lần đầu   | Phát sóng lần cuối  | Rank | Avg. viewership (inc. DVR) (in millions) |
| --- | --- | ------ | ------ | ------------------- | ------------------- | ---- | ---------------------------------------- |
|     | 1   | 18     | 18     | 20 tháng 9 năm 2016 | 14 tháng 3 năm 2017 | 6    | 14.70                                    |
|     | 2   | 18     | 18     | 26 tháng 9 năm 2017 | 13 tháng 3 năm 2018 | 4    | 17.43                                    |

### Mùa 1 (2016–2017)
| TT. tổng thể | TT. trong mùa phim | Tiêu đề                                 | Đạo diễn                   | Biên kịch                                       | Ngày phát hành gốc   | Mã sản xuất | Người xem tại U.S. (triệu) |
| ------------ | ------------------ | --------------------------------------- | -------------------------- | ----------------------------------------------- | -------------------- | ----------- | -------------------------- |
| 1            | 1                  | "Pilot"                                 | John Requa & Glenn Ficarra | Dan Fogelman                                    | 20 tháng 9 năm 2016  | 1AZC01      | 10.07                      |
| 2            | 2                  | "The Big Three"                         | Ken Olin                   | Dan Fogelman                                    | 27 tháng 9 năm 2016  | 1AZC02      | 8.75                       |
| 3            | 3                  | "Kyle"                                  | John Requa & Glenn Ficarra | Dan Fogelman                                    | 11 tháng 10 năm 2016 | 1AZC03      | 9.87                       |
| 4            | 4                  | "The Pool"                              | John Requa & Glenn Ficarra | Dan Fogelman & Donald Todd                      | 18 tháng 10 năm 2016 | 1AZC04      | 9.71                       |
| 5            | 5                  | "The Game Plan"                         | George Tillman             | Joe Lawson                                      | 25 tháng 10 năm 2016 | 1AZC05      | 8.68                       |
| 6            | 6                  | "Career Days"                           | Craig Zisk                 | Bekah Brunstetter                               | 1 tháng 11 năm 2016  | 1AZC06      | 8.48                       |
| 7            | 7                  | "The Best Washing Machine in the World" | Silas Howard               | K.J. Steinberg                                  | 15 tháng 11 năm 2016 | 1AZC07      | 9.50                       |
| 8            | 8                  | "Pilgrim Rick"                          | Sarah Pia Anderson         | Isaac Aptaker & Elizabeth Berger                | 22 tháng 11 năm 2016 | 1AZC08      | 9.00                       |
| 9            | 9                  | "The Trip"                              | Uta Briesewitz             | Vera Herbert                                    | 29 tháng 11 năm 2016 | 1AZC09      | 10.53                      |
| 10           | 10                 | "Last Christmas"                        | Helen Hunt                 | Donald Todd                                     | 6 tháng 12 năm 2016  | 1AZC10      | 10.95                      |
| 11           | 11                 | "The Right Thing to Do"                 | Timothy Busfield           | Aurin Squire                                    | 10 tháng 1 năm 2017  | 1AZC11      | 10.48                      |
| 12           | 12                 | "The Big Day"                           | Ken Olin                   | Dan Fogelman & Laura Kenar                      | 17 tháng 1 năm 2017  | 1AZC12      | 9.59                       |
| 13           | 13                 | "Three Sentences"                       | Chris Koch                 | Joe Lawson & Bekah Brunstetter                  | 24 tháng 1 năm 2017  | 1AZC13      | 9.63                       |
| 14           | 14                 | "I Call Marriage"                       | George Tillman Jr.         | Kay Oyegun                                      | 7 tháng 2 năm 2017   | 1AZC14      | 9.57                       |
| 15           | 15                 | "Jack Pearson's Son"                    | Ken Olin                   | Isaac Aptaker & Elizabeth Berger                | 14 tháng 2 năm 2017  | 1AZC15      | 9.03                       |
| 16           | 16                 | "Memphis"                               | John Requa & Glenn Ficarra | Dan Fogelman                                    | 21 tháng 2 năm 2017  | 1AZC16      | 9.35                       |
| 17           | 17                 | "What Now?"                             | Wendey Stanzler            | K.J. Steinberg & Vera Herbert                   | 7 tháng 3 năm 2017   | 1AZC17      | 11.15                      |
| 18           | 18                 | "Moonshadow"                            | Ken Olin                   | Dan Fogelman & Isaac Aptaker & Elizabeth Berger | 14 tháng 3 năm 2017  | 1AZC18      | 12.84                      |

### Mùa 2 (2017–2018)
| TT. tổng thể | TT. trong mùa phim | Tiêu đề                             | Đạo diễn                   | Biên kịch                                | Ngày phát hành gốc   | Mã sản xuất | Người xem tại U.S. (triệu) |
| ------------ | ------------------ | ----------------------------------- | -------------------------- | ---------------------------------------- | -------------------- | ----------- | -------------------------- |
| 19           | 1                  | "A Father's Advice"                 | Ken Olin                   | Dan Fogelman                             | 26 tháng 9 năm 2017  | 2AZC01      | 12.94                      |
| 20           | 2                  | "A Manny-Splendored Thing"          | John Fortenberry           | Dan Fogelman & Bekah Brunstetter         | 3 tháng 10 năm 2017  | 2AZC02      | 11.06                      |
| 21           | 3                  | "Déjà Vu"                           | John Requa & Glenn Ficarra | Isaac Aptaker & Elizabeth Berger         | 10 tháng 10 năm 2017 | 2AZC03      | 11.02                      |
| 22           | 4                  | "Still There"                       | Ken Olin                   | Vera Herbert                             | 17 tháng 10 năm 2017 | 2AZC04      | 10.65                      |
| 23           | 5                  | "Brothers"                          | John Requa & Glenn Ficarra | Tyler Bensinger                          | 24 tháng 10 năm 2017 | 2AZC05      | 10.60                      |
| 24           | 6                  | "The 20's"                          | Regina King                | Don Roos                                 | 31 tháng 10 năm 2017 | 2AZC06      | 8.43                       |
| 25           | 7                  | "The Most Disappointed Man"         | Chris Koch                 | Kay Oyegun                               | 7 tháng 11 năm 2017  | 2AZC07      | 9.89                       |
| 26           | 8                  | "Number One"                        | Ken Olin                   | K.J. Steinberg                           | 14 tháng 11 năm 2017 | 2AZC08      | 10.05                      |
| 27           | 9                  | "Number Two"                        | Ken Olin                   | K.J. Steinberg & Shukree Hassan Tilghman | 21 tháng 11 năm 2017 | 2AZC09      | 9.34                       |
| 28           | 10                 | "Number Three"                      | Ken Olin                   | Shukree Hassan Tilghman                  | 28 tháng 11 năm 2017 | 2AZC10      | 10.94                      |
| 29           | 11                 | "The Fifth Wheel"                   | Chris Koch                 | Vera Herbert                             | 9 tháng 1 năm 2018   | 2AZC11      | 9.65                       |
| 30           | 12                 | "Clooney"                           | Zetna Fuentes              | Bekah Brunstetter                        | 16 tháng 1 năm 2018  | 2AZC12      | 9.82                       |
| 31           | 13                 | "That'll Be the Day"                | Uta Briesewitz             | Kay Oyegun & Don Roos                    | 23 tháng 1 năm 2018  | 2AZC13      | 9.37                       |
| 32           | 14                 | "Super Bowl Sunday"                 | John Requa & Glenn Ficarra | Dan Fogelman                             | 4 tháng 2 năm 2018   | 2AZC14      | 26.97                      |
| 33           | 15                 | "The Car"                           | Ken Olin                   | Isaac Aptaker & Elizabeth Berger         | 6 tháng 2 năm 2018   | 2AZC15      | 10.13                      |
| 34           | 16                 | "Vegas, Baby"                       | Joanna Kerns               | Laura Kenar                              | 27 tháng 2 năm 2018  | 2AZC16      | 9.74                       |
| 35           | 17                 | "This Big, Amazing, Beautiful Life" | Rebecca Asher              | Kay Oyegun                               | 6 tháng 3 năm 2018   | 2AZC17      | 8.90                       |
| 36           | 18                 | "The Wedding"                       | Ken Olin                   | Isaac Aptaker & Elizabeth Berger         | 13 tháng 3 năm 2018  | 2AZC18      | 10.94                      |